# 泛蒙古主義

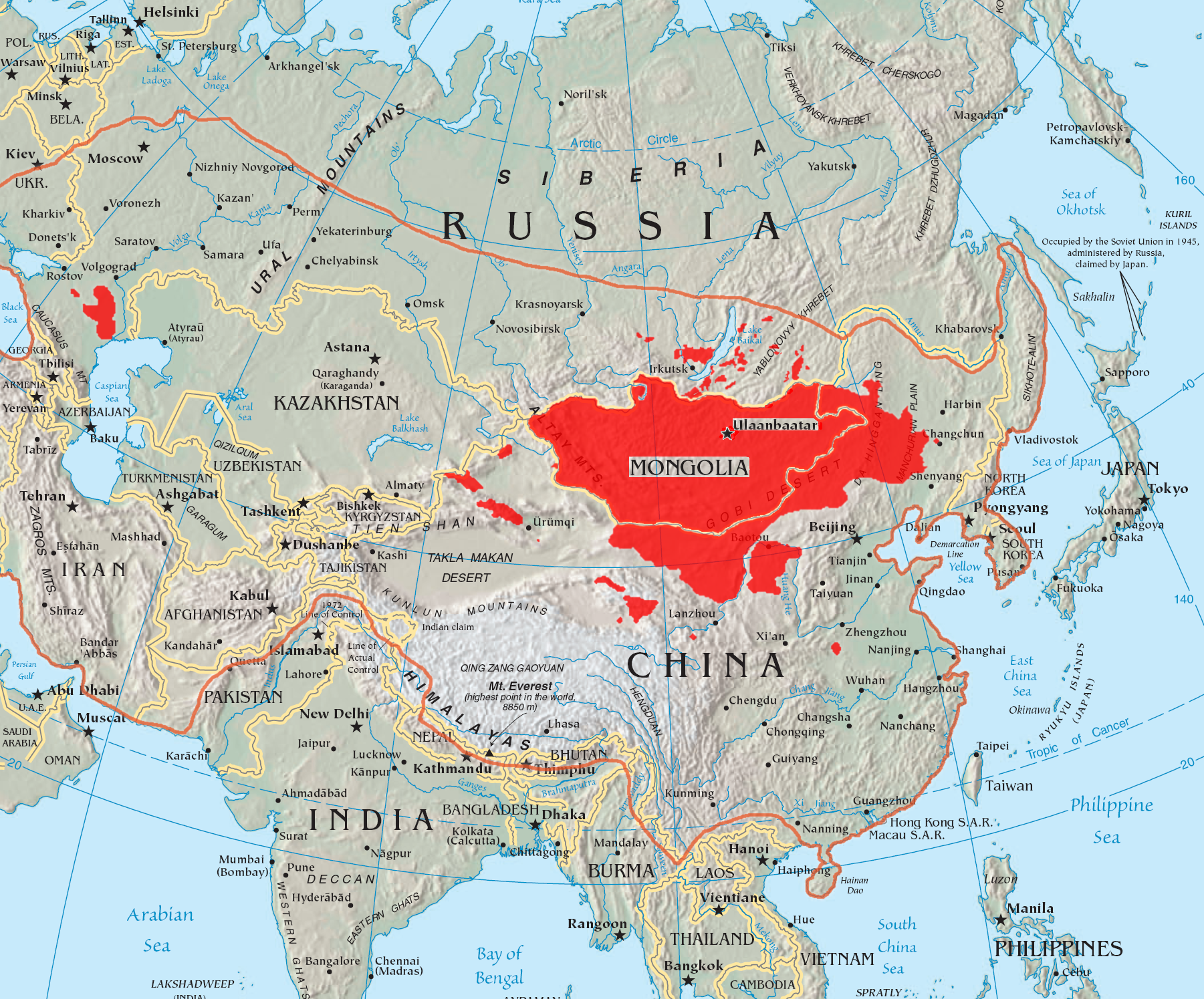
現代蒙古人之分布區域（橙色范围为蒙古帝国）

泛蒙古主義，是蒙古民族主义者的一種主張，起源于一戰前後沙皇俄國支持下的泛蒙古運動，由沙俄白軍將領谢苗诺夫提出的一種“將所有漠北蒙古、漠西蒙古、漠南蒙古乃至的东欧卡尔梅克人居住的土地聯合為一個‘蒙古國’”的構想。該構想僅僅在1920-21年曇花一現，便隨著“外蒙人民獨立革命”和“內蒙自治運動”的成功，以及蘇聯在其他蒙古語族群居住區建立自治共和國而宣告破滅。
冷戰以後，由蒙古國的部分民間人士及民族主義者，“泛蒙古主義”構想的一些主張再次被民族主義政治人物提出，成為新的“三蒙統一”構想，主張以蒙古國现有版图为中心，認為應將俄羅斯聯邦之布里亞特共和國、中華人民共和國的內蒙古自治區、新疆的博爾塔拉蒙古自治州、巴音郭楞蒙古自治州等整併成一新的「大蒙古國」的主張。

## “泛蒙古主義”構想的歷史
该术语由俄罗斯哲学家弗拉基米尔·索洛维约夫在1894年的同名诗和《敌基督的故事》中引入的，最初的意思是“来自东方对欧洲文明的威胁”（黄祸论）。
17世紀開始，由於末任蒙古大汗林丹汗被後金擊敗，其子额哲投降并接受了清朝統治，皇太极成為漠南蒙古（內蒙古地區的蒙古族民系）的君主“博格達汗”。内扎萨克蒙古各部陸續被編為「旗」，并受命于理藩院，清朝皇帝則賜予各旗封號並以公主賜婚蒙古王公。有清一代，蒙古貴族與滿洲貴族聯姻不絕。
1644年清军入关后，隨著清朝勢力大增，漠北蒙古各部也逐漸開始接受清朝的賜封。而漠西蒙古準噶爾汗國（統治新疆北部）違背1640年蒙古各部於塔尔巴哈台的盟約，攻擊外喀爾喀諸部，并攻滅統治西藏地區、同屬於漠西蒙古的和碩特汗國，試圖重建一個以準噶爾部為中心的蒙古國家。第一世哲布尊丹巴活佛逃入內蒙古地區，向康熙皇帝求救。康熙帝親率8萬軍隊擊潰準噶爾軍隊，不僅幫助喀爾喀人收復了被準噶爾人佔領的領土，並且控制藏區，直到乾隆皇帝征服準噶爾。此后清廷不願將西藏再置於蒙古王公勢力範圍之內，遂沒有幫助和碩特部恢復其在西藏的統治，而是通過駐紮大臣和藏傳佛教的達賴喇嘛（屬黃教活佛）等監督西藏噶廈處理地區事務，蒙古王公不再掌控西藏。
19世紀間，沙俄的東擴不斷壓迫清朝的北部疆界。1895年，外蒙古第八世哲布尊丹巴向沙俄提出，要求幫助蒙古人獨立建國並控制內蒙古的所有地域。1911年清朝發生辛亥革命，各地的蒙古王公紛紛與列強勢力展開接觸；12月外蒙古在沙俄支持下宣佈成立独立的蒙古国 ，建元共戴，但未獲國際承認。内蒙古此时亦有响应，外蒙古一度派兵南下，但随后撤回。在1913年《中俄聲明文件》即獲簽訂，沙俄承認外蒙古仍在中國「宗主权」之下，俄國保留在蒙古的特權；1915年《中俄蒙協約》簽訂，最終確認了外蒙古事實上仍由其君主博克多汗統治，由俄國保護外蒙古的「自治」，而俄方仍承認“外蒙古是中國領土的一部份”。而在內外蒙古合併失敗後，內蒙古的一些貴族如巴布扎布等人參加宗社黨的滿蒙獨立運動。
1918年俄國革命后，謝苗諾夫的白軍試圖重新控制外蒙，在上烏丁斯克（今俄羅斯境內的布裡亞特共和國首府烏蘭烏德）召開第一次“泛蒙古會議”，同年，在大烏里車站召開第二次會議，但沒有甚麼作為；此次會議成為“泛蒙古主義”的萌芽。由於外蒙古政府內僧俗兩派的爭鬥，反對博克多汗的外蒙王公正式上書中華民國，呈請廢除俄蒙一切條約、取消外蒙古自治，并在1919年邀請邀請北洋政府派徐樹錚率領“西北邊防軍”進駐庫倫；“泛蒙古會議”運動失去勢力。
1919年，日本趁俄國深陷革命、外蒙古博克多汗無力自治之机提出“三蒙統一”，受到俄羅斯白軍的謝苗諾夫與罗曼·冯·恩琴的支持。喀爾喀蒙古的一支布里亞特人於是進而提出“泛蒙古主義”構想，借民族自決名義，主張成立一個亲日乃至受日本控制的蒙古政權，包括布里亞特人、喀爾喀蒙古、內蒙古、呼倫貝爾，甚至包括卡爾梅克人。
1920年2月，恩琴率骑兵师共800人进入外蒙古，在日本的支持下，他击败了留守外蒙古的陈毅等人率领的中国军队，进入首都库伦，扶植博克多汗恢复蒙古独立，成为外蒙古的实际统治者，并获封“親王”。
1921年7月，恩琴兵败，被逐出库伦；8月，遭到其外蒙古盟友出賣、逮捕，被移交給蘇俄紅軍；9月，恩琴被蘇俄（1922年後為蘇聯）處叛國罪并送新西伯利亞處決。“泛蒙古主義”構想隨著恩琴兵败，甫一提出便失去了其發展的根據地，並沒有得到任何國際支持、也沒有引起任何有力的反響。其後蒙古人民黨控制了外蒙古，並於1924年在蘇聯的支持下成立了蒙古人民共和国，虽不受中華民國北京政府承認，但由於北洋軍閥混戰，此時並未派兵干涉，失去了對外蒙古的實際控制。
1931年九一八事变后，共产国际察觉内蒙古人民革命党新的中央领导陷入了“泛蒙古主义”。共产国际认为“泛蒙古主义”是日本扩大侵略的工具，1933年4月通告中共中央“应坚决同反动的泛蒙古主义作斗争”。在这样的情况下，这个党已不可能再有什么作为。习仲勋在《乌兰夫同志永远活在各族人民心中》一文中说：“早在大革命时期，在我党支持下，就建立了‘内蒙古国民革命党’，1927年改为‘内蒙古人民革命党’，后被第三国际宣布解散。”仅剩下一部分党员以个人身份在各地继续活动，部分党员转入中国共产党领导的革命中。
直到1945年，苏蒙联军进入内蒙古对日本作战，為爭取蘇聯撒離在東北及新疆地區的駐軍，中華民國政府與蘇聯簽訂《中蘇友好條約》，并約定依據公民投票結果視情況承認外蒙古獨立；10月20日外蒙舉行公民投票，中國政府派雷法章前去參觀。雷法章奉蔣中正之命，「不與外蒙當局進行任何交涉」；關于投票，雷法章「只宜細心觀察，但不得干涉或發表任何聲明」。外蒙人民「在政府人員監督之下，以公開之簽字方式表示贊成與否」，投票結果顯示98.5%的投票公民赞成蒙古人民共和国的独立。1946年1月5日，中华民国国民政府承认蒙古人民共和國独立。
內蒙古在蒙疆联合自治政府失败和1945年日本二戰戰敗後，內蒙古人民共和国谋求与苏联支持的蒙古合并，然而蒙古人民共和国表示因为《雅尔塔协定》的约束，蒙古不能干涉中国内政，故不能支持内外蒙古合并。於是在同年便轉為一系列“自治運動”，目的在與在联邦制国家的框架下实现高度自治的构想，其基本原則仍然建立在“內蒙古是中國領土”之上；其後因為內蒙古自治政府一直得不到執政的國民黨政府積極應對，最終使其在國共內戰中轉而倒向中國共產黨陣營。1949年中華人民共和國成立后，內蒙古實現自治，逐漸固定為今天的中華人民共和國內蒙古自治區。卡爾梅克人則由於地理位置本身即在歐洲里海沿岸；現今也是俄羅斯联邦主体之一卡爾梅克共和國，境內居民蒙古族與俄羅斯族約各占一半。

## 三蒙统一的構想

大蒙古國

隨著冷战结束，「三蒙统一」又成为一些民族主义政治家新的构想，基本上延續了“泛蒙古主義”的原始構想，放棄了過於遙遠的卡爾梅克共和国地區，在此基礎上宣称“以蒙古现有版图为中心，将俄罗斯的布里亚特共和国、图瓦共和国、阿尔泰共和国等（图瓦人和阿尔泰人属突厥语族群，但在历史上被蒙古人统治过且文化和宗教上一定程度被蒙古化）与中國的内蒙古自治区、新疆博尔塔拉蒙古自治州、巴音郭楞蒙古自治州等合并在一起，成立新的‘大蒙古国’”。該思想涉及改變自一戰時固定、二戰以來獲得國際承認的俄、蒙、中三國疆界，不僅沒有得到任何有力支持，還遭到俄、中的強烈反對，甚至連蒙古國政府也對其反映平平。
儘管得不到有力支持和反響，各國民間的蒙古族互相交流一直保持相對頻繁，尤其中國內蒙古地區的蒙古族和蒙古國之間，由於文化相近，長期保持著民間的友好聯繫。
1990年后，蒙古國和蒙古族相继成立了“蒙古根协会”、“成吉思汗世纪”、“布里亚特青年联盟”、“国际蒙古族协会”。其中有些可能受到“三蒙統一”構想影響，帶有相當的民族主義傾向和政治訴求；有些則是各國蒙古族出於文化角度設立的民間交流協會、並沒有一定的政治訴求。

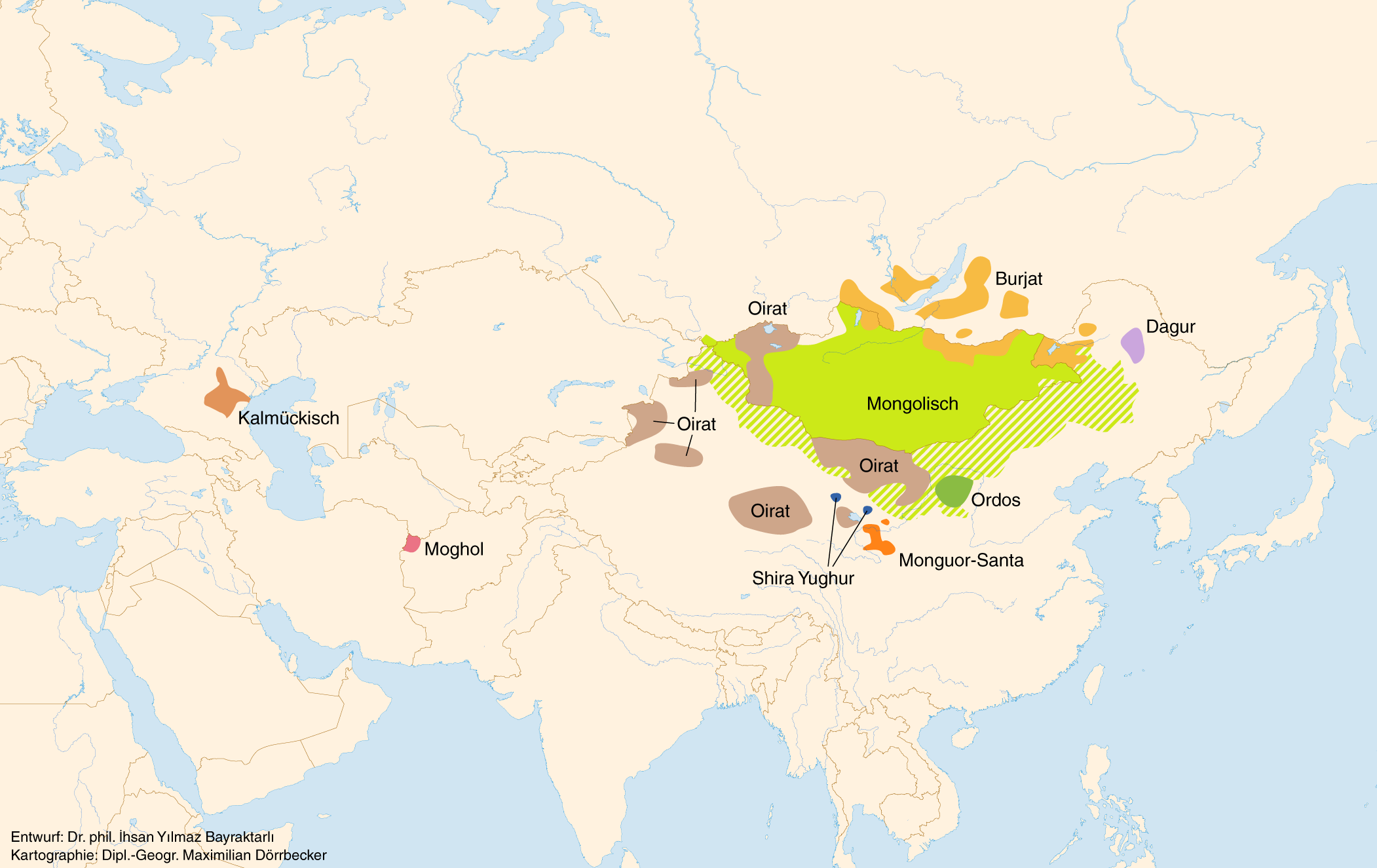
蒙古语系分布

然而由于历史和人口因素，蒙古国政界主流也不赞同搞“三蒙统一”。1990年，蒙古驻日大使云登就日本众议院山本重信先生的“现在对建立一个独立、统一的蒙古国家呼声很高。大使阁下谈谈对这个问题的看法”的提问答复说，“我可以谈谈我个人的看法。我对中国的内蒙古情况不太了解，但对苏联布里亚特比较熟悉。我想就人口问题而言，布里亚特人只占32％，68％的人是俄罗斯及其他民族。如果说‘统一’，这部分人怎么办？再加上内蒙古的人口，要远远超过我们蒙古十几倍，我们怎么办？”因为蒙古语民族在蒙古国之外均不占多数，如果合并蒙古人有被边缘化的风险。而且由于蒙古国和中国内蒙古之间存在戈壁沙漠、和俄罗斯远东之间存在的山脉等天然边界阻隔，加之各国蒙古民族长期存在的隔阂也不利于“三蒙统一”，更何况蒙古国与俄罗斯联邦、中华人民共和国之间存在巨大国力差异，因此除了文化交流之外的政治上的“泛蒙古主义”并无太大影响。